# Changé, Sarthe
Changé är en kommun i departementet Sarthe i regionen Pays de la Loire i nordvästra Frankrike. Kommunen ligger i kantonen Le Mans-Est-Campagne som tillhör arrondissementet Le Mans. År 2022 hade Changé 6 803 invånare.

## Befolkningsutveckling
Antalet invånare i kommunen Changé
| Referens: INSEE |